# Вальтер Гаргано
Вальтер Гаргано (ісп. Walter Gargano, нар. 23 липня 1984, Пайсанду) — уругвайський футболіст, півзахисник клубу «Монтеррей».
Насамперед відомий виступами за клуби «Данубіо» та «Наполі», а також національну збірну Уругваю, з якою ставав володарем Кубка Америки.

## Клубна кар'єра
Вихованець футбольної школи клубу «Данубіо». Дорослу футбольну кар'єру розпочав 2003 року в основній команді того ж клубу, в якій провів чотири сезони, взявши участь у 83 матчах чемпіонату. Більшість часу, проведеного у складі «Данубіо», був основним гравцем команди. За цей час двічі виборював титул чемпіона Уругваю.

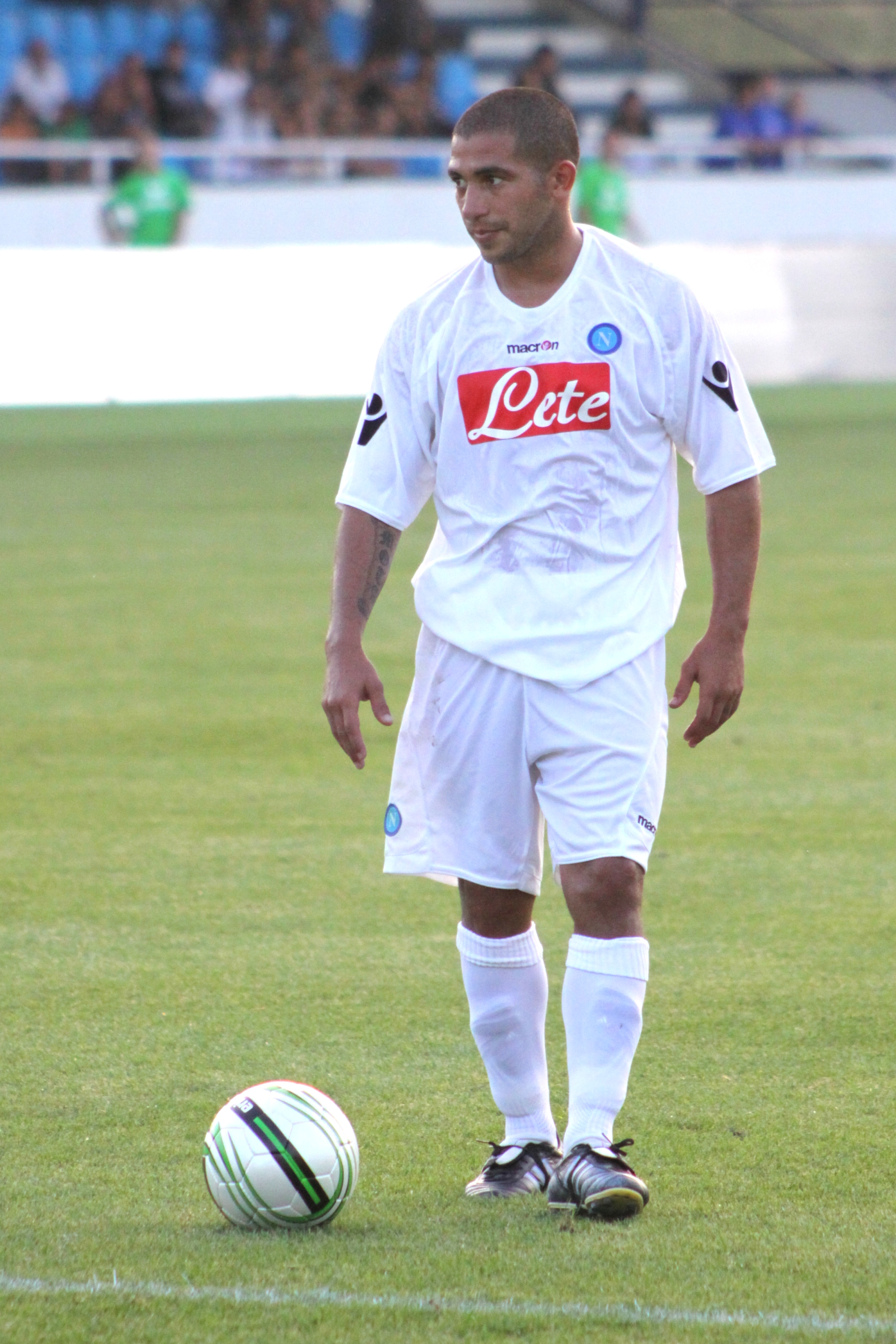
Вальтер Гаргано під час виступів за «Наполі». 21 липня 2009 року.

До складу клубу «Наполі» приєднався 30 червня 2007 року за 2 млн фунтів. Відіграв за неаполітанську команду п'ять сезонів, зігравши 165 матчів у національному чемпіонаті. У 2012 році уругваєць разом з іншими футболістами клубу став володарем Кубка Італії, хоча участі у фінальній грі не брав у зв'язку з дискваліфікацією.
23 серпня 2012 року «Наполі» віддав одного з регулярних гравців основного складу в оренду до міланського «Інтернаціонале». В «Інтері» Гаргано також регулярно виходив на поле, проте не зміг змусити керівництво клубу скористатися опцією викупу прав на гравця, тож у серпні 2013 повернувся до «Наполі». А вже у вересні 2013 року був знову відданий в оренду, цього разу до «Парми».
Перед сезоном 2014/15 повернувся до «Наполі», зігравши за наступний сезон 24 матчі у національному чемпіонаті та став з командою володарем національного суперкубка.
До складу клубу «Монтеррей» приєднався влітку 2015 року. Відтоді встиг відіграти за команду з Монтеррея 18 матчів в національному чемпіонаті.

## Виступи за збірну
30 травня 2006 року дебютував в офіційних матчах у складі національної збірної Уругваю в грі проти збірної Лівії на Кубку LG (2:1).
У складі збірної був учасником чемпіонату світу 2010 року у ПАР та Кубків Америки 2007 та 2011 років, здобувши другого разу титул континентального чемпіона.
2013 року брав участь у Кубку конфедерацій у Бразилії, а наступного року там же зіграв і на чемпіонаті світу.
Наразі провів у формі головної команди країни 64 матчі, забивши 1 гол.

## Статистика виступів

### Статистика клубних виступів
Станом на 1 серпня 2015
| Сезон               | Команда             | Чемпіонат           | Чемпіонат | Чемпіонат | Національний кубок | Національний кубок | Національний кубок | Континентальні кубки | Континентальні кубки | Континентальні кубки | Інші змагання | Інші змагання | Інші змагання | Усього | Усього |
| Сезон               | Команда             | Ліга                | Ігор      | Голів     | Ліга               | Ігор               | Голів              | Ліга                 | Ігор                 | Голів                | Ліга          | Ігор          | Голів         | Ігор   | Голів  |
| ------------------- | ------------------- | ------------------- | --------- | --------- | ------------------ | ------------------ | ------------------ | -------------------- | -------------------- | -------------------- | ------------- | ------------- | ------------- | ------ | ------ |
| 2003–04             | «Данубіо»           | 1Д                  | 11        | 0         | -                  | -                  | -                  | КС                   | 2                    | 0                    | -             | -             | -             | 31     | 0      |
| 2004–05             | «Данубіо»           | 1Д                  | 14        | 1         | -                  | -                  | -                  | КЛ + КС              | 6+2                  | 0                    | -             | -             | -             | 22     | 1      |
| 2005–06             | «Данубіо»           | 1Д                  | 31        | 0         | -                  | -                  | -                  | -                    | -                    | -                    | -             | -             | -             | 31     | 0      |
| 2006–07             | «Данубіо»           | 1Д                  | 27        | 2         | -                  | -                  | -                  | КЛ + КС              | 2+2                  | 0                    | -             | -             | -             | 32     | 2      |
| Усього за «Данубіо» | Усього за «Данубіо» | Усього за «Данубіо» | 83        | 3         |                    | -                  | -                  |                      | 14                   | 0                    |               | -             | -             | 97     | 3      |
| 2007–08             | «Наполі»            | A                   | 34        | 2         | КІ                 | 3                  | 0                  | -                    | -                    | -                    | -             | -             | -             | 37     | 2      |
| 2008–09             | «Наполі»            | A                   | 26        | 0         | КІ                 | 2                  | 0                  | I+КУЄФА              | 2+3                  | 0                    | -             | -             | -             | 33     | 0      |
| 2009–10             | «Наполі»            | A                   | 36        | 0         | КІ                 | 3                  | 0                  | -                    | -                    | -                    | -             | -             | -             | 39     | 0      |
| 2010–11             | «Наполі»            | A                   | 36        | 0         | КІ                 | 1                  | 0                  | ЛЄ                   | 9                    | 0                    | -             | -             | -             | 46     | 0      |
| 2011–12             | «Наполі»            | A                   | 33        | 2         | КІ                 | 3                  | 0                  | ЛЧ                   | 7                    | 0                    | -             | -             | -             | 43     | 2      |
| 2012–13             | «Наполі»            | A                   | -         | -         | КІ                 | 0                  | 0                  | ЛЄ                   | -                    | -                    | СІ            | 1             | 0             | 1      | 0      |
| 2012–13             | «Інтернаціонале»    | A                   | 28        | 0         | КІ                 | 1                  | 0                  | ЛЄ                   | 7                    | 0                    | -             | -             | -             | 36     | 0      |
| 2013–14             | «Парма»             | A                   | 22        | 1         | КІ                 | 1                  | 0                  | -                    | -                    | -                    | -             | -             | -             | 23     | 1      |
| 2014–15             | «Наполі»            | A                   | 24        | 0         | КІ                 | 3                  | 0                  | ЛЧ+ЛЄ                | 2+6                  | 0                    | СІ            | 1             | 0             | 36     | 0      |
| Усього за «Наполі»  | Усього за «Наполі»  | Усього за «Наполі»  | 189       | 4         |                    | 15                 | 0                  |                      | 29                   | 0                    |               | 2             | 0             | 235    | 4      |
| Усього за кар'єру   | Усього за кар'єру   | Усього за кар'єру   | 341       | 8         |                    | 17                 | 0                  |                      | 50                   | 0                    |               | 2             | 0             | 410    | 8      |

### Статистика виступів за збірну
| Дата       | Місто            | Господарі      | Результат             | Гості      | Турнір                            | Голи | Примітки   |
| ---------- | ---------------- | -------------- | --------------------- | ---------- | --------------------------------- | ---- | ---------- |
| 31/05/2006 | Радес            | Ліван          | 1 – 2                 | Уругвай    | товариський матч                  | -    |            |
| 27/09/2006 | Маракайбо        | Венесуела      | 1 – 0                 | Уругвай    | товариський матч                  | -    |            |
| 18/10/2006 | Монтевідео       | Уругвай        | 4 – 0                 | Венесуела  | товариський матч                  | -    |            |
| 15/11/2006 | Тбілісі          | Грузія         | 2 – 0                 | Уругвай    | товариський матч                  | -    |            |
| 24/03/2007 | Сеул             | Південна Корея | 0 – 2                 | Уругвай    | товариський матч                  | -    |            |
| 30/06/2007 | Сан-Кристобаль   | Уругвай        | 1 – 0                 | Болівія    | Копа Америка 2007 - груповий етап | -    |            |
| 10/07/2007 | Маракайбо        | Уругвай        | 2 – 2 д.ч. (4-5 п.п.) | Бразилія   | Копа Америка 2007 - півфінал      | -    |            |
| 14/07/2007 | Каракас          | Уругвай        | 1 – 3                 | Мексика    | Копа Америка 2007 - за 3-є місце  | -    | 4-те місце |
| 12/09/2007 | Йоганнесбург     | ПАР            | 0 – 0                 | Уругвай    | товариський матч                  | -    |            |
| 18/11/2007 | Монтевідео       | Уругвай        | 2 – 2                 | Чилі       | Відбір до ЧС 2010                 | -    |            |
| 21/11/2007 | Сан-Паулу        | Бразилія       | 2 – 1                 | Уругвай    | Відбір до ЧС 2010                 | -    |            |
| 06/02/2008 | Монтевідео       | Уругвай        | 2 – 2                 | Колумбія   | товариський матч                  | -    |            |
| 25/05/2008 | Бохум            | Туреччина      | 2 – 3                 | Уругвай    | товариський матч                  | -    |            |
| 28/05/2008 | Осло             | Норвегія       | 2 – 2                 | Уругвай    | товариський матч                  | -    |            |
| 14/06/2008 | Монтевідео       | Уругвай        | 1 – 1                 | Венесуела  | Відбір до ЧС 2010                 | -    |            |
| 17/06/2008 | Монтевідео       | Уругвай        | 6 – 0                 | Перу       | Відбір до ЧС 2010                 | -    |            |
| 06/09/2008 | Богота           | Колумбія       | 0 – 1                 | Уругвай    | Відбір до ЧС 2010                 | -    |            |
| 10/09/2008 | Монтевідео       | Уругвай        | 0 – 0                 | Еквадор    | Відбір до ЧС 2010                 | -    |            |
| 14/10/2008 | Ла-Пас           | Болівія        | 2 – 2                 | Уругвай    | Відбір до ЧС 2010                 | -    |            |
| 19/11/2008 | Париж            | Франція        | 0 – 0                 | Уругвай    | товариський матч                  | -    |            |
| 11/02/2009 | Триполі          | Ліван          | 2 – 3                 | Уругвай    | товариський матч                  | -    |            |
| 12/08/2009 | Алжир (місто)    | Алжир          | 1 – 0                 | Уругвай    | товариський матч                  | -    |            |
| 05/09/2009 | Ліма             | Перу           | 1 – 0                 | Уругвай    | Відбір до ЧС 2010                 | -    |            |
| 09/09/2009 | Монтевідео       | Уругвай        | 3 – 1                 | Колумбія   | Відбір до ЧС 2010                 | -    |            |
| 10/10/2009 | Кіто             | Еквадор        | 1 – 2                 | Уругвай    | Відбір до ЧС 2010                 | -    |            |
| 14/10/2009 | Монтевідео       | Уругвай        | 0 – 1                 | Аргентина  | Відбір до ЧС 2010                 | -    |            |
| 03/03/2010 | Санкт-Галлен     | Швейцарія      | 1 – 3                 | Уругвай    | товариський матч                  | -    |            |
| 26/05/2010 | Монтевідео       | Уругвай        | 4 – 1                 | Ізраїль    | товариський матч                  | -    |            |
| 16/06/2010 | Преторія         | ПАР            | 0 – 3                 | Уругвай    | ЧС 2010 - груповий етап           | -    |            |
| 06/07/2010 | Кейптаун         | Уругвай        | 2 – 3                 | Нідерланди | ЧС 2010 - півфінал                | -    |            |
| 10/07/2010 | Порт-Елізабет    | Уругвай        | 2 – 3                 | Німеччина  | ЧС 2010 - за 3 місце              | -    | 4-те місце |
| 11/08/2010 | Лісабон          | Ангола         | 0 – 2                 | Уругвай    | товариський матч                  | -    |            |
| 08/10/2010 | Джакарта         | Індонезія      | 1 – 7                 | Уругвай    | товариський матч                  | -    |            |
| 12/10/2010 | Ухань            | КНР            | 0 – 4                 | Уругвай    | товариський матч                  | -    |            |
| 17/11/2010 | Сантьяго         | Чилі           | 2 – 0                 | Уругвай    | товариський матч                  | -    |            |
| 29/03/2011 | Дублін           | Ірландія       | 2 – 3                 | Уругвай    | товариський матч                  | -    |            |
| 29/05/2011 | Зінсгайм         | Німеччина      | 2 – 1                 | Уругвай    | товариський матч                  | 1    |            |
| 23/06/2011 | Ривера           | Уругвай        | 3 – 0                 | Естонія    | товариський матч                  | -    |            |
| 16/07/2011 | Санта-Фе         | Аргентина      | 1 – 1 (5-6 п.п.)      | Уругвай    | Копа Америка 2011 - чвертьфінал   | -    |            |
| 19/07/2011 | Ла-Плата (місто) | Перу           | 0 – 2                 | Уругвай    | Копа Америка 2011 - півфінал      | -    |            |
| 02/09/2011 | Харків           | Україна        | 2 – 3                 | Уругвай    | товариський матч                  | -    |            |
| 29/02/2012 | Бухарест         | Румунія        | 1 – 1                 | Уругвай    | товариський матч                  | -    |            |
| 25/05/2012 | Москва           | Росія          | 1 – 1                 | Уругвай    | товариський матч                  | -    |            |
| 15/08/2012 | Гавр             | Франція        | 0 – 0                 | Уругвай    | товариський матч                  | -    |            |
| 07/09/2012 | Барранкілья      | Колумбія       | 4 – 0                 | Уругвай    | Відбір до ЧС 2014                 | -    |            |
| 11/09/2012 | Монтевідео       | Уругвай        | 1 – 1                 | Еквадор    | Відбір до ЧС 2014                 | -    |            |
| 12/10/2012 | Мендоса          | Аргентина      | 3 – 0                 | Уругвай    | Відбір до ЧС 2014                 | -    |            |
| 16/10/2012 | Ла-Пас           | Болівія        | 4 – 1                 | Уругвай    | Відбір до ЧС 2014                 | -    |            |
| 14/11/2012 | Гданськ          | Польща         | 1 – 3                 | Уругвай    | товариський матч                  | -    |            |
| 06/02/2013 | Доха             | Іспанія        | 3 – 1                 | Уругвай    | товариський матч                  | -    |            |
| 05/06/2013 | Монтевідео       | Уругвай        | 1 – 0                 | Франція    | товариський матч                  | -    |            |
| 11/06/2013 | Пуерто-Ордас     | Венесуела      | 0 – 1                 | Уругвай    | Відбір до ЧС 2014                 | -    |            |
| 16/06/2013 | Ресіфі           | Іспанія        | 2 – 1                 | Уругвай    | Кубок Конфедерацій                | -    |            |
| 23/06/2013 | Ресіфі           | Уругвай        | 8 – 0                 | Таїті      | Кубок Конфедерацій                | -    |            |
| 26/06/2013 | Белу-Оризонті    | Бразилія       | 2 – 1                 | Уругвай    | Кубок Конфедерацій                | -    |            |
| 30/06/2013 | Салвадор         | Уругвай        | 2 – 2 д.ч. (2-3 п.п.) | Італія     | Кубок Конфедерацій                | -    | 4-те місце |
| 14/08/2013 | Сендай           | Японія         | 2 – 4                 | Уругвай    | товариський матч                  | -    |            |
| Усього     |                  | Матчів         | 57                    |            | Голів                             | 1    |            |

## Титули і досягнення
- Чемпіон Уругваю (5):

«Данубіо»: 2004, 2006-07
«Пеньяроль»: 2017, 2018, 2021
- Володар Кубка Італії (1):

«Наполі»: 2011-12
- Володар Суперкубка Італії з футболу (1):

«Наполі»:  2014
- Володар Суперкубка Уругваю (2):

«Пеньяроль»: 2018, 2022
Збірні
- Володар Кубка Америки (1):

Уругвай: 2011

## Особисте життя
Одружений з Мікаель Гамшик, сестрою Марека Гамшика, з яким разом грав за «Наполі». 7 травня 2010 року напродився син Матіас. 7 квітня 2012 року народився син Тьяго.